# Armand Thiéry (psychologue)
Pour l’article homonyme, voir Armand Thiery.
Armand Thiéry (1868–1955) est un psychologue belge, disciple de Wundt, fondateur d'un des premiers laboratoires de psychologie expérimentale à l'Université de Louvain en 1892. Albert Michotte l'assiste à partir de 1909 puis lui succède.

## Vie estudiantine
Dès son entrée à l'université de Louvain en 1886, il se fait remarquer dans diverses associations estudiantines. Il participe, entre autres, à la Société Littéraire de Louvain et à la rédaction de plusieurs périodiques estudiantins comme L'Étudiant, Journal des universitaires de Louvain.
À Bruxelles, où il vit jusqu'en 1898, il participe, en tant que trésorier, à la fondation du Cercle Léon XIII, présidé par Alexandre Braun. Il y rencontre les Carton de Wiart (Henry et Edmond), les Moeller (Henry et Charles), Jules Renkin ou Thomas Braun.
À partir de 1891, il entreprend plusieurs semestres d'étude en Allemagne où il deviendra membre de la Bavaria Bonn, une corporation estudiantine traditionnelle et folklorique. Il rapporte de cette expérience une admiration pour le folklore estudiantin allemand, ses uniformes et ses chansons. En 1896, il publie d'ailleurs Choses universitaires : les chansons d'étudiants dans les universités allemandes, Siffer, Gent.
Dans son éloge funèbre, en 1955, le président de l'Institut de Philosophie signale qu'il est l'inventeur de la toque d'étudiant ou calotte. Il fut nommé Juste parmi les nations par l'État d'Israël en 1980 pour son aide aux juifs belges et étrangers pendant la deuxième guerre mondiale à Heverlee, à Breendonk et en Wallonie.